# Jens Crueger

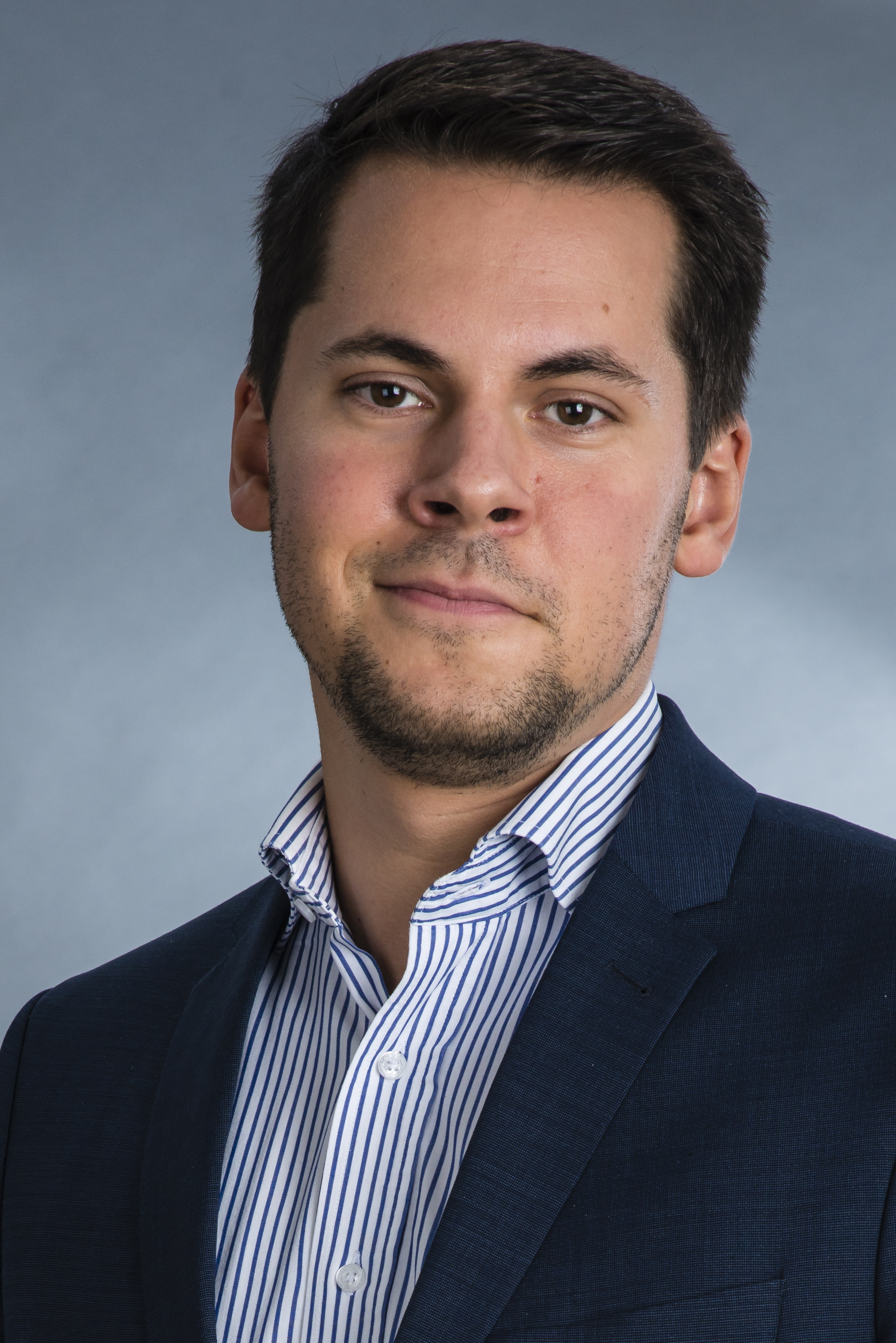
Jens Crueger 2015

Jens Crueger (* 17. März 1984 in Bremen) ist ein deutscher Internetforscher, Wissenschaftskommunikator und Unternehmer. Er war von 2015 bis 2019 Mitglied der Bremischen Bürgerschaft (SPD) und ist Präsident des Verbandes Deutscher Vereine für Aquarien- und Terrarienkunde. Crueger ist Mitglied im Think Tank 30 des Club of Rome.

## Biografie

### Ausbildung und Beruf
Crueger machte im Jahr 2003 am Alten Gymnasium Bremen sein Abitur. 2004 begann er das Studium der Geschichtswissenschaft, Philosophie und Soziologie an der Universität Bremen. Während seines Studiums war er für die SPD-Fraktion im Bezirk Hamburg-Mitte und als Büroleiter von Andy Grote, damaliger Abgeordneter der Hamburgischen Bürgerschaft und seit 2016 Innen- und Sportsenator Hamburgs, tätig. Heute ist Crueger Unternehmer im Bereich Kommunikations- und Strategieberatung, er forscht außerdem zur Geschichtsschreibung des Internet. Er schloss sein Studium mit einem Bachelor und Master in Geschichte ab.
Crueger wohnt im Ortsteil Bremen-Arbergen. Er ist Urgroßneffe des Kameramanns Fritz Arno Wagner.

### Politik
Cruegers politisches Engagement begann 2001 in einer umweltpolitischen Bürgerinitiative. Im selben Jahr trat er der Grünen Jugend bei und wurde 2002 in deren Landesvorstand gewählt. Bei der Bürgerschaftswahl in Bremen 2003 zog er als jüngster Abgeordneter in das Landesparlament ein. Er arbeitete als kinder- und jugendpolitischer Sprecher der grünen Fraktion und war überdies Mitglied im Ausschuss für Informations- und Kommunikationstechnologie und Medienangelegenheiten, im Rechtsausschuss, in der Umwelt-, der Bildungs- und in der Sozialdeputation. Er verzichtete auf eine erneute Kandidatur bei der Bürgerschaftswahl in Bremen 2007, um sich stärker auf sein Studium konzentrieren zu können. Im November 2007 bewarb sich Crueger um den Landesvorsitz der Bremer Grünen, unterlag bei der Abstimmung aber im zweiten Wahlgang knapp mit einer Stimme (52:53 Stimmen) seinem Gegenkandidaten André W. Heinemann. Daraufhin wurde Crueger zum Beisitzer im Landesvorstand gewählt. Im Januar 2009 erklärte Crueger seinen Rücktritt von allen Parteiämtern und seinen Austritt aus der grünen Partei. Gegenüber dem Journalisten Thomas Leif begründete er dies mit dem gescheiterten Versuch, jungen Menschen „Möglichkeiten zur Mitgestaltung“ innerhalb der Partei zu geben.
Crueger zog nach Hamburg, wo er im Jahr 2009 der SPD beitrat. Gemeinsam mit dem heutigen Hamburger Bürgerschaftsabgeordneten Danial Ilkhanipour verfasste er im Februar 2011 ein Thesenpapier mit dem Titel Für eine liberale Sozialdemokratie, worin die SPD als „die einzig wahre liberale Partei in der Bundesrepublik“ bezeichnet wird.
Am 10. Mai 2015 wurde Jens Crueger bei der Bürgerschaftswahl 2015 in die Bremische Bürgerschaft gewählt.

Er arbeitete im
Ausschuss für Angelegenheiten der Häfen im Lande Bremen (stellv. Mitglied),
Parlamentarischer Beirat der Metropolregion Bremen-Oldenburg im Nordwesten e.V. (stellv. Mitglied),
Rechtsausschuss (stellv. Mitglied),
Staatliche Deputation für Kultur (Mitglied),
Staatliche Deputation für Umwelt, Bau, Verkehr, Stadtentwicklung, Energie und Landwirtschaft (Mitglied),
Staatliche Deputation für Wirtschaft, Arbeit und Häfen (Mitglied) und im
Ausschuss für Bürgerbeteiligung, bürgerschaftliches Engagement und Beiräte (stellv. Mitglied).
Crueger war Mitglied im Beirat der Landeszentrale für politische Bildung Bremen und im Zukunftsausschuss des Rundfunkrates von Radio Bremen. Er gehört dem Bund-Länder-Gesprächskreis des Berliner Think Tanks Progressives Zentrum sowie in der Historischen Kommission der SPD Bremen an.

### Weitere Mitgliedschaften
Crueger arbeitete im Bereich Kommunikation für die Amphibienarche, eine von der World Association of Zoos and Aquariums getragenen Initiative zur Rettung bedrohter Amphibien. 2015 wurde er zum Präsidenten des Verbandes Deutscher Vereine für Aquarien- und Terrarienkunde gewählt, dem ältesten und mit 17.000 Mitgliedern größten Verband für Aquarianer und Terrarianer weltweit. Im Jahr 2018 wurde er in dieser Funktion bestätigt. Des Weiteren ist er Sprecher der Fachgruppe Langzeitarchivierung und Emulation der Gesellschaft für Informatik. Er war stellvertretender Ortsvereinsvorsitzender der AWO im Bremer Osten und war Vorsitzender der Stadtteilstiftung Hemelingen sowie der Kommunalpolitischen Arbeitsgemeinschaft seines Heimat-Ortsteils Arbergen.

## Auszeichnungen
- Publikumspreis Wissenschaftsjournalismus der Zukunft (2012)
- Ludwig-Windthorst-Preis der Stadt Meppen (2012)[8]